# Rathaus Les Lilas

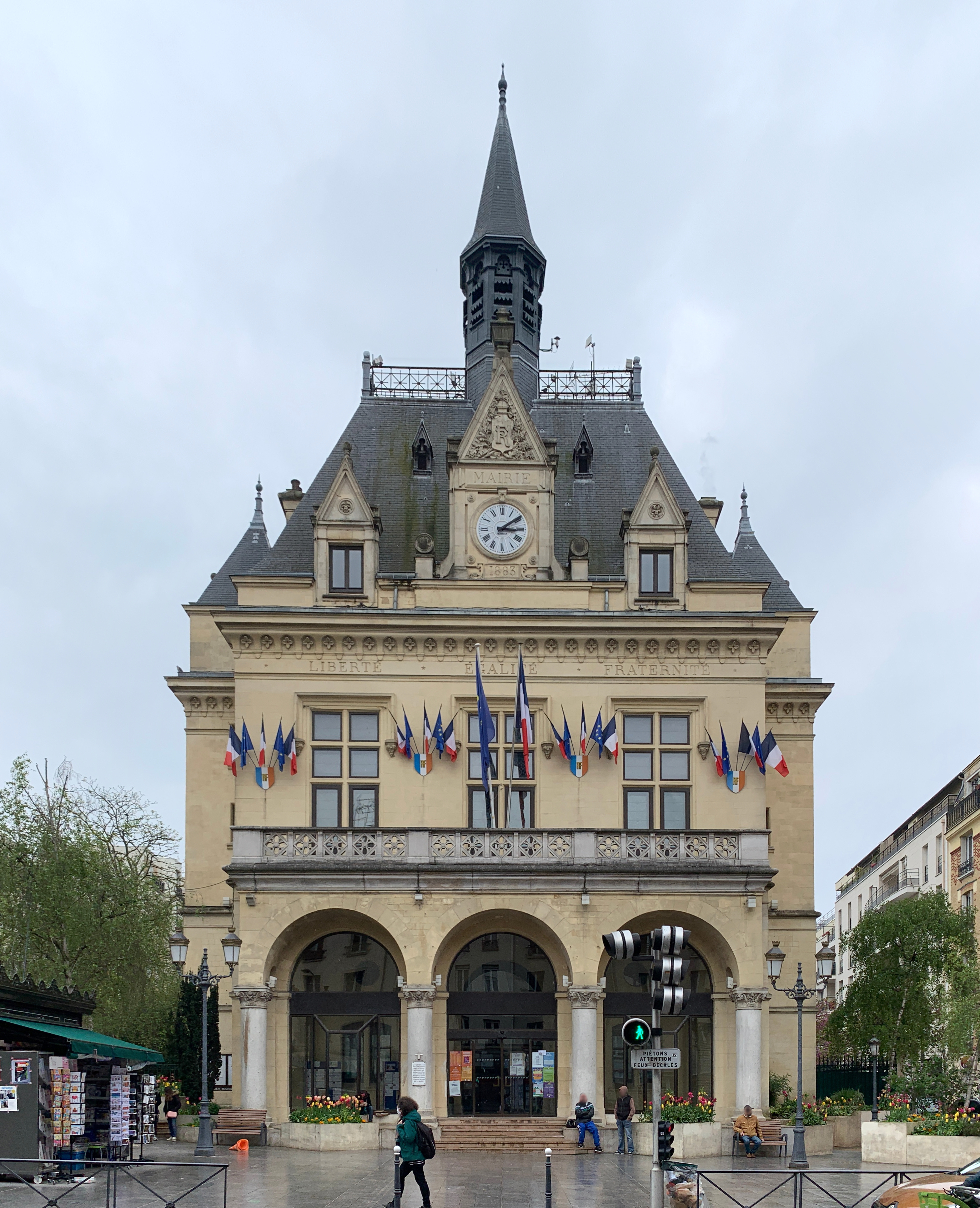
Rathaus in Les Lilas

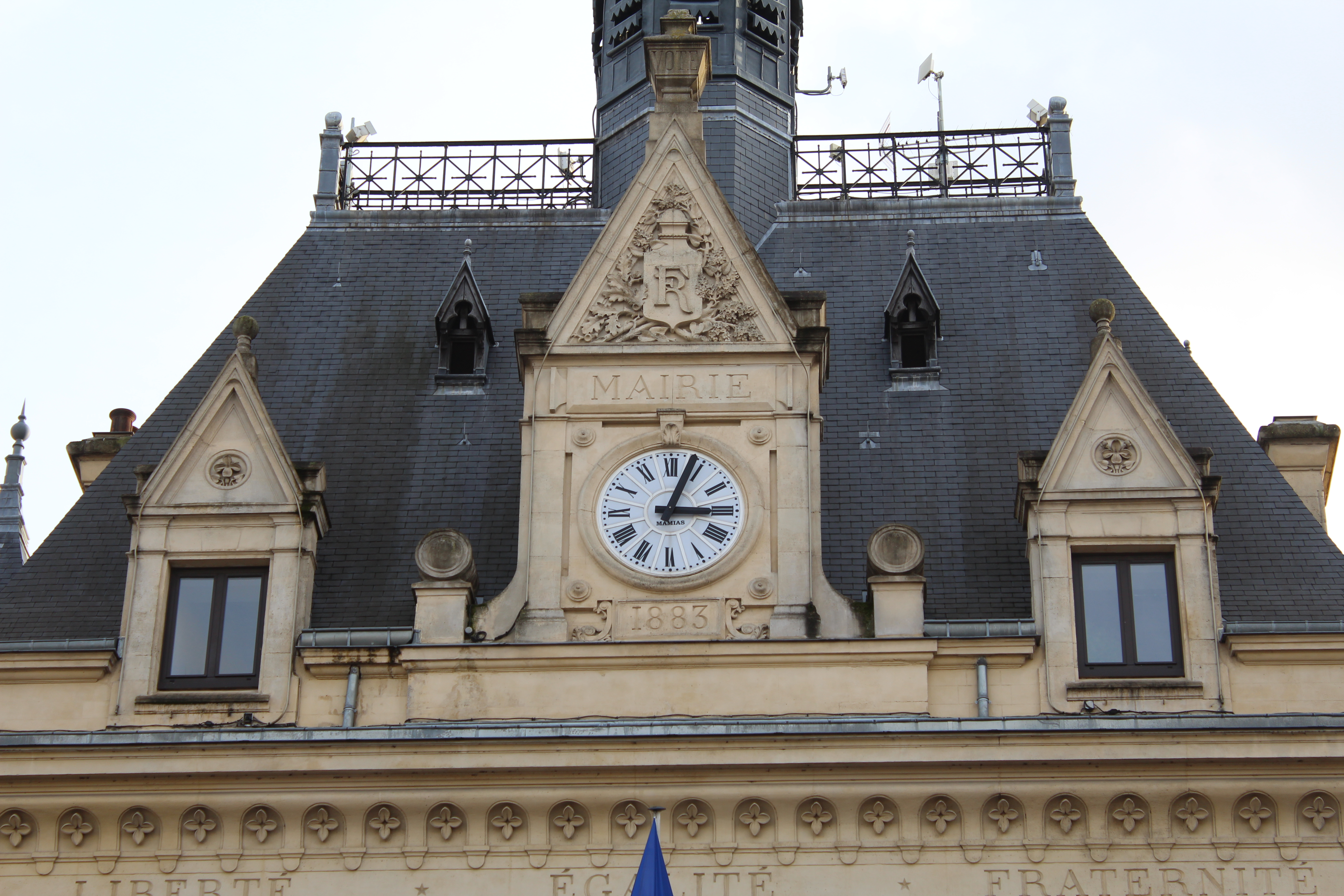
Dach mit Uhr

Das Rathaus (französisch Mairie) in Les Lilas, einer französischen Gemeinde im Département Seine-Saint-Denis in der Region Île-de-France, wurde 1883/84 errichtet. Das Rathaus steht an der Rue de Paris Nr. 96.
Der zweigeschossige Bau ist über eine Freitreppe, die zu drei Rundbogenportalen führt, zu erreichen. Über der Mittelachse erhebt sich ein Dachreiter, der von einer schlanken Laterne bekrönt wird. Darunter ist eine Uhr unter einem Dreiecksgiebel angebracht.